# Valparaiso (téléfilm)
Pour les articles homonymes, voir Valparaiso (homonymie).
Valparaiso est un téléfilm français réalisé par Jean-Christophe Delpias, et diffusé le 3 février 2012 sur Arte.

## Fiche technique
- Titre : Valparaiso
- Réalisation : Jean-Christophe Delpias
- Scénario : Vincent Maillard
- Avec la collaboration de : Jean-Christophe Delpias
- Chef opérateur : Laurent Machuel
- Décors : Véronique Sacrez
- Montage : Thaddée Bertrand
- Musique : André Dziezuk & Marc Mergen
- Production : Dominique Barneaud
- Société de production : Agat Films & Cie
- Pays :  France

## Distribution
- Jean-François Stévenin : Balthazar Parédes
- Peter Coyote : Edward Drexler
- Helena Noguerra : Emma Caglione
- François Caron : Antoine Andréani
- Thierry Godard : Greg van Kalck
- Sandrine Blancke : Nathalie Andréani
- Hervé Sogne : Ribis
- Jean-François Wolff : Inspecteur Bonin
- Kentaro : Second "Valparaiso"
- Louis-Emmanuel Blanc : Second "Magnificent"

## Récompense
- Festival de la fiction TV de La Rochelle 2011 : meilleur scénario pour Vincent Maillard[1]